# Edgar Pinto
Edgar Miguel Lemos Pinto (Albergaria-a-Velha, 27 de agosto de 1985), é um ciclista português que actualmente corre para a equipa Vito-Feirense-Blackjack.

## Palmarés
2012
- 3.º no Campeonato de Portugal em Estrada

2014
- 1 etapa do Troféu Joaquim Agostinho
- 1 etapa da Volta a Portugal

2015
- 1 etapa da Volta a Marrocos

2018
- 1 etapa da Volta ao Alentejo
- Volta à Comunidade de Madrid, mais 1 etapa[2]